# 바레인의 군주

바레인 왕실기

바레인의 군주(아랍어: ملك البحرين)는 바레인의 국가 원수이다. 바레인은 1783년에 군주제를 채택하였다. 1783년부터 1971년까지는 하킴, 1971년부터 2002년까지는 아미르라는 칭호를 사용했으며 2002년부터 말리크라는 칭호를 사용하고 있다. 현 국왕은 2002년 2월 14일에 즉위한 하마드 빈 이사 알할리파이다.

## 바레인의 역대 군주

### 바레인의 하킴 (1783~1971)
- 아흐메드 이븐 무함마드 이븐 칼리파 (1783~1796)
- 압둘라 이븐 아마드 알칼리파 (1796~1843)[1]
  - 살만 빈 아마드 알칼리파 (1796~1825)[2]
  - 칼리파 이븐 설만 알칼리파 (1825~1834)[3]
  - 무함마드 이븐 칼리파 알칼리파 (1834~1842)[4]
- 무함마드 이븐 칼리파 알칼리파 (1843~1868)[5]
- 알리 이븐 칼리파 알 칼리파 (1868~1869)
- 무함마드 이븐 칼리파 알칼리파 (1869~1869)[6]
- 무함마드 이븐 압둘라 알칼리파 (1869~1869)
- 이사 이븐 알리 알칼리파 (1869~1932)
- 하마드 이븐 이사 알칼리파 (1932~1942)
- 살만 이븐 하마드 알칼리파 (1942~1961)
- 이사 빈 살만 알칼리파 (1961~1971)

### 바레인의아미르(1971~2002)
- 이사 빈 살만 알칼리파 (1971~1999)
- 하마드 빈 이사 알칼리파 (1999~2002)

### 바레인의국왕(2002~ )
- 하마드 빈 이사 알칼리파 (2002~ )

## 같이 보기
- 바레인의 총리

1. ↑  섭정
2. ↑  섭정
3. ↑  섭정
4. ↑  섭정, 첫번째 즉위
5. ↑  두번째 즉위
6. ↑  세번째 즉위